# Dryadella werneri
Dryadella werneri är en orkidéart som beskrevs av Carlyle August Luer. Dryadella werneri ingår i släktet Dryadella och familjen orkidéer.
Artens utbredningsområde är Ecuador. Inga underarter finns listade i Catalogue of Life.